# Antonio de Figueroa y Ruiz

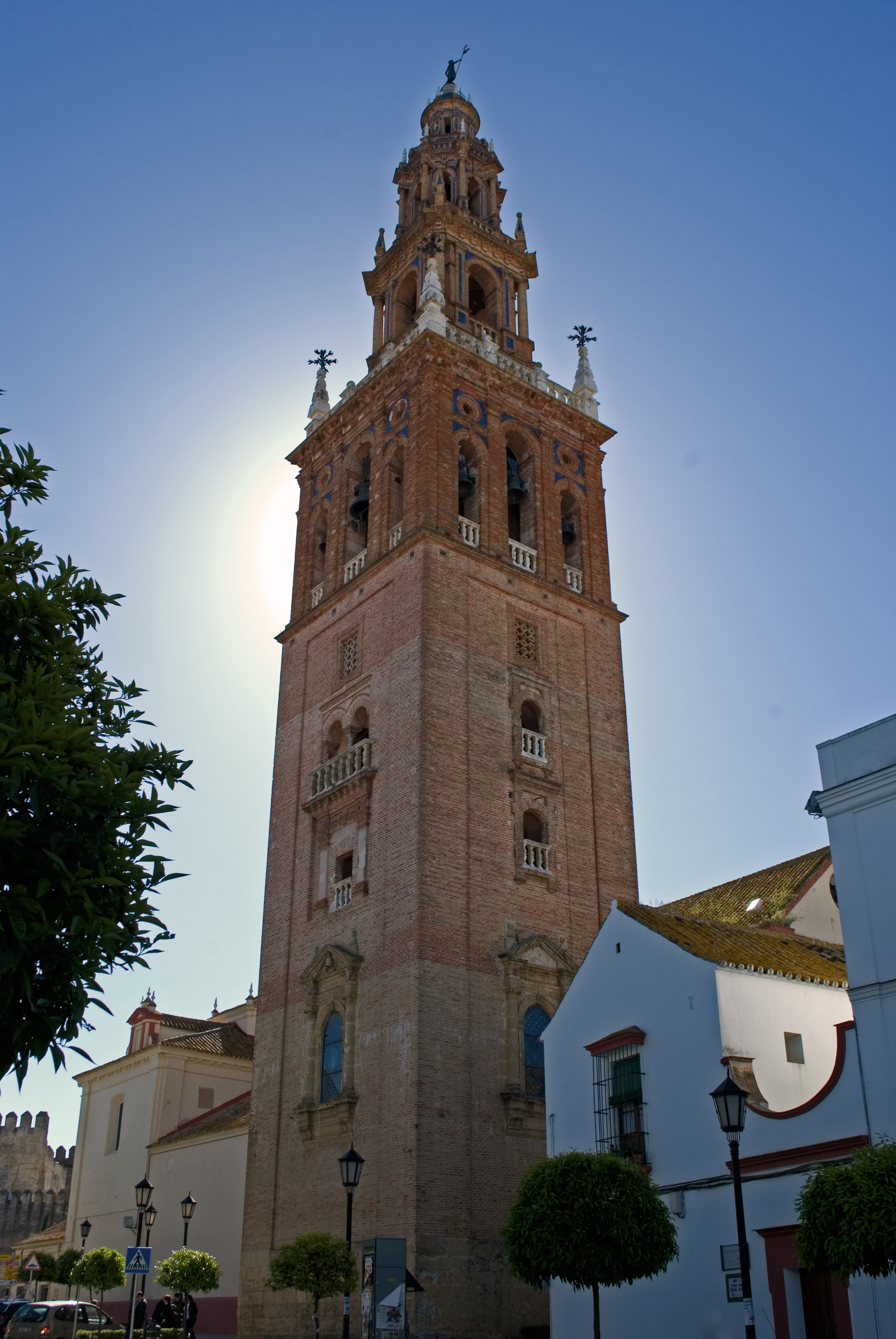
Torre de la iglesia de San Pedro, en la localidad de Carmona, obra de Antonio de Figueroa.

Antonio Ambrosio Pantaleón de Figueroa y Ruiz (por error se ha extendido el nombre de Antonio-Matías que nunca poseyó, ni utilizó) (Sevilla, 27 de julio de 1733-ibídem, 29 de julio de 1793) fue un arquitecto español. 

## Biografía
Hijo de Ambrosio de Figueroa, y sobrino de Matías José de Figueroa y nieto del cabeza de la dinastía de alarifes hispalenses, Leonardo de Figueroa.
Todos los historiadores que se han interesado por la figura de este arquitecto, han venido refiriéndose a él como Antonio Matías, desde que así lo hizo por vez primera Ceán Bermúdez en 1829 en sus Adiciones a Noticias de los arquitectos y arquitectura de España desde su Restauración, de Eugenio Llaguno. Sin embargo, recientemente ha sido hallada y publicada la certificación de su partida bautismal, perdida en los pasados años treinta, que deja claro que al nieto de Leonardo de Figueroa le fueron impuestos los nombres de Antonio Ambrosio Pantaleón, así como las fechas de su nacimiento y posterior bautizo en la sevillana parroquia de San Juan de la Palma, 27 de julio y 3 de agosto de 1733, respectivamente (“Leonardo de Figueroa: orígenes, aprendizaje y comienzos del maestro del barroco sevillano”, Véase el Doc. 4 del Apéndice Documental y la Nota 4). Además, hay que añadir que el arquitecto, en todos los documentos gremiales, eclesiásticos y notariales contemporáneos, figura solamente con el nombre de Antonio de Figueroa, que es también como siempre firmó.
Esta aportación definitiva subsana el histórico error, debiéndose evitar a partir de ahora aludir a Antonio de Figueroa como Antonio Matías de Figueroa.
Antonio de Figueroa falleció en Sevilla el 29 de julio de 1793, siendo enterrado al día siguiente en la parroquia de San Lorenzo.

## Obra
De su padre y de su abuelo heredó el gusto por el tratamiento de las superficies, los volúmenes y las cornisas, en un estilo apegado al barroco que da idea del poco control que la Real Academia de San Fernando ejercía sobre muchos de estos artistas a los que no consiguieron imponer el academicismo propio del momento. Esta circunstancia se vería más favorecida aún si trabajaban fuera de los tradicionales centros artísticos como Sevilla, y ejercían en otras poblaciones más alejadas como Écija o Carmona.

### Provincia de Málaga
Iniciado profesionalmente dentro de su propia familia, sus mejores obras las realiza hacia el último tercio del siglo XVIII, comenzando su carrera en solitario lejos de la capital, en la remodelación de la iglesia parroquial de Campillos, en la provincia de Málaga, para la que diseña una notable portada barroca. Trabaja en otras iglesias de esta misma provincia y también de la vecina de provincia de Cádiz, en distintas localidades del ámbito rural que luego también continúa por pueblos de Sevilla y Huelva, todo ello dentro de las tierras del Arzobispado de Sevilla, para las que fue nombrado maestro mayor de obras en 1776.

### Provincia de Sevilla
Dentro de la ciudad de Sevilla cuenta con una obra espectacular dentro de la misma Catedral, como es la Portada de la Capilla de San Leandro, realizada entre los años 1733 y 1734 junto con Diego de Castillejo, donde se incluye una decoración muy movida en la que se funden elementos geométricos y vegetales con figuras de ángeles, todo ello labrado con gran minuciosidad.
Dentro de la provincia, Matías de Figueroa interviene en las iglesias de distintas poblaciones, como es el caso del diseño y dirección de la portada principal de la Iglesia de Santa María de Écija, en la de San Bartolomé o en la reconstrucción de la de San Pedro de Carmona, donde levanta su esbelto campanario acabado en el año 1784, una torre que se mira en la Giralda sevillana y que se vuelve a repetir en ejemplos similares en campanarios de Écija como su diseño para el nuevo campanario de la iglesia de San Gil afectada por terremotos y con sucesivas reparaciones durante el siglo XVIII hasta que se decide en 1775 derribarla para construir una nueva, levantada según sus trazas entre 1777 y 1782.

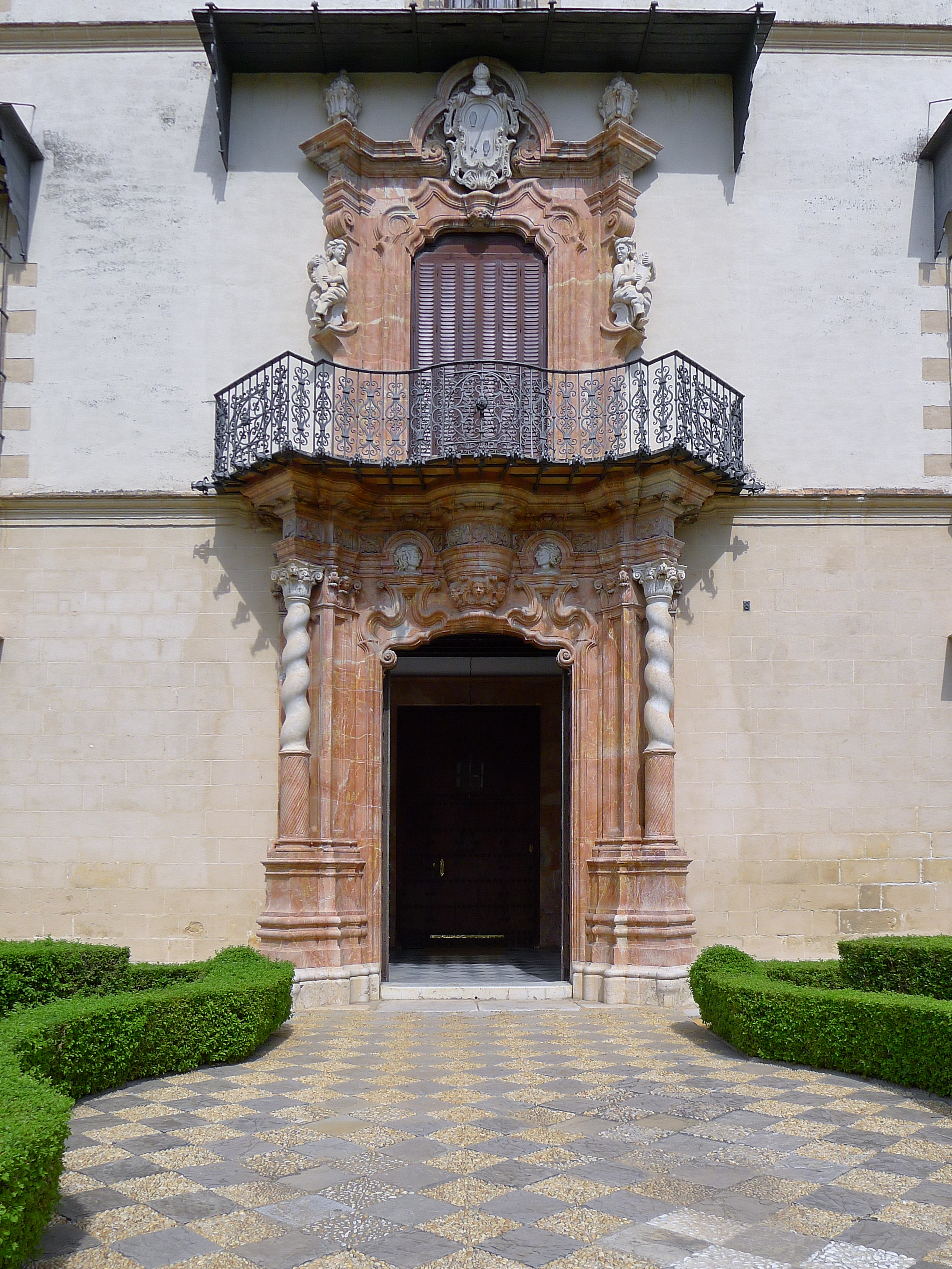
Portada del Palacio del Marqués de Montana, Jerez de la Frontera.

### Provincia de Cádiz
Para la provincia de Cádiz realiza notables creaciones en la arquitectura religiosa, entre las que se cita su intervención en la monumental Iglesia de Santa Ana en Algodonales, obra terminada en 1784 o la construcción de la Iglesia de Santa María de la Mesa de Zahara de la Sierra, abierta al culto en 1779, donde en ambos casos destacan sus diseños para las torres y las portadas.
Una parte importante de su labor profesional la realiza en Jerez de la Frontera y la compone una serie de edificios de tipo civil, donde sobresale el trabajo realizado para el Palacio del Marqués de Montana, hoy conocido como Palacio Domecq (1775-1778), donde levanta una elegante portada con columnas salomónicas y pilastras flanqueando la puerta de acceso, que adorna con un dintel de movido molduraje mixtilíneo sobre el que presenta un balcón que remata con el escudo de su promotor bajo un amplio tejaroz.
También trabaja en el Palacio de Bertemati, fechado en el año de 1785, que presenta una portada no menos interesante, donde sobresalen las elegantes molduras del gran balcón central sobre el que centra una hornacina con decoración escultórica de motivo eucarístico.
No obstante, en la actualidad se desconoce hasta qué punto estas obras jerezanas son de Antonio de Figueroa, ya que su atribución se debe a consideraciones estilísticas y no a datos concretos que la corroboren como contratos o planos. Sin menoscabo de que la influencia de Antonio de Figueroa fuera importante para el diseño final de estas obras, en la actualidad se considera que su autoría coincide con la del director de obra, el alarife jerezano Juan de Bargas.

### Provincia de Huelva

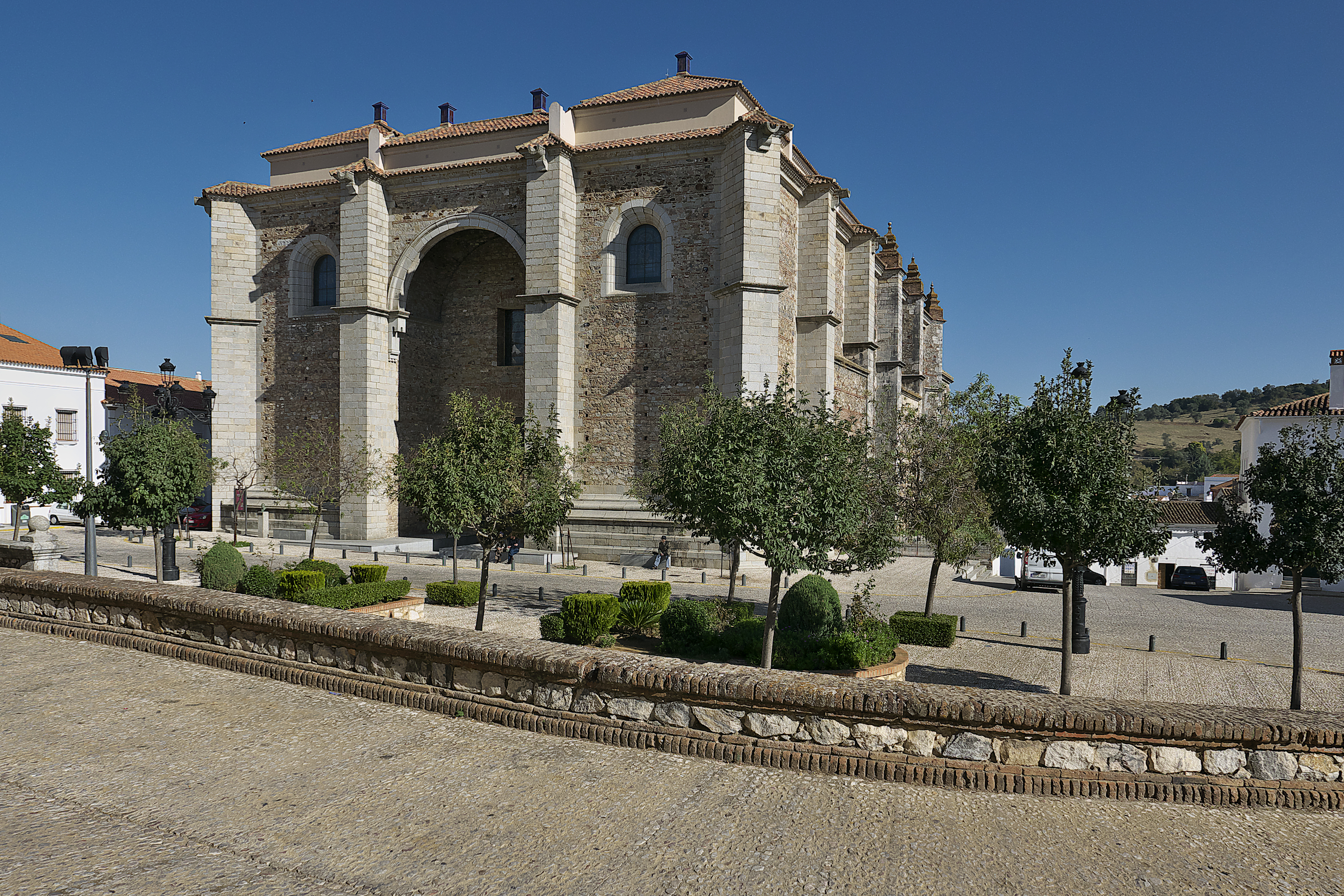
Iglesia de Nuestra Señora de la Asunción, Aracena.

Para la provincia de Huelva realiza el trazado de la ampliación de la Iglesia de Santiago Apóstol de Bollullos Par del Condado, con fachada de líneas rococó, la capilla bautismal y su torre de agudo chapitel recubierto de cerámica vidriada, cuyas obras se realizan entre los años 1777 y 1779. También es suya la portada de la Iglesia de la Asunción de Almonte, de 1780, así como la culminación de la torre de la Iglesia de San Juan Bautista (1780), en La Palma del Condado, quizás la más esbelta de cuantas se levantaron en el área onubense tras el tristemente célebre Terremoto de Lisboa de 1755, rematada por el clásico chapitel apiramidado y revestido de azulejería sevillana recrecido sobre banco octogonal. En esta iglesia destaca además la realización de su espectacular portada de ladrillo en limpio, de gran finura en su ejecución.